# Puerto Lleras
Puerto Lleras es un municipio colombiano situado la parte central del departamento del Meta.
La cabecera urbana está localizada en la margen izquierda del río Ariari, que atraviesa de norte a sur la parte central del territorio situado en las siguientes coordenadas geográficas: 3º 17’ de latitud norte y 73° 23’ de longitud oeste, el municipio hace parte de la subregión del Bajo Ariari, presenta una temperatura media de 27 °C y se encuentra a una distancia desde Villavicencio, de 146 km por carretera.

## Toponimia
Puerto Lleras, haciendo honor quien fue Presidente de Colombia, el señor Alberto Lleras Camargo.

## División Político-Administrativa
Su Cabecera municipal, se encuentra dividida en los barrios:
Barrio Popular
Barrio Gaitán
Barrio Vocacional
Barrio La Esperanza
Barrio Porvenir
Barrio Urbanización La Vega
Barrio Villa Mariana
Barrio El Centro

### Corregimientos
Puerto Lleras tiene bajo su jurisdicción varios centros poblados, que en conjunto con otras veredas, constituye los siguientes corregimientos:
| Corregimiento | Centros Poblados                           | Veredas |
| Chinata       | - Casibare - Tierra Grata - Villa Palmeras | Santuario, José María, Morichito, Cairo, Laureles, Chafurray, Esmeralda I, Alto Casibare, Chinata, Agua Linda, Candilejas.                                                           |
| Villa La Paz  | - Caño Rayado - La Unión - Villa La Paz    | Tigrera, Caribe, Alto Cunimía, Campo Alegre, Islandia, Veracruz, Esperanza, Charco Trece, Diamante, Brisas del Güejar, Puerto Príncipe, Argentina, Fundadores, Canadá, Esmeralda II. |

## Historia
Fecha de fundación: 29 de noviembre de 1965
Fundadores: Pastor Ríos, Jorge Flórez García, Marcos Pulgarín, Ramón Escobar, Jorge Bejarano,  Pablo Emilio Cabrera, Floro y Helena Paz.
El 29 de noviembre de 1965, fue erigido como municipio mediante la ordenaza N° 063. En la década de los años cuarenta se contaba con una bodega que facilitaba la comercialización de pieles de animales de diferentes especies salvajes de reptiles y mamíferos que eran vendidos a empresas alemanas. El mayor intermediario del negocio era Carlos Merchán, quien mensualmente viajaba al municipio a recoger el producto. La bodega era propiedad de la familia Sáenz, localizada en el margen izquierdo del río Ariari y quienes los comerciantes de la época la llamaron Puerto Sáenz hasta el año 1958, cuando se cambió el nombre por el de Puerto Lleras.

## Geografía

### Límites municipales
Puerto Lleras es limitado por los siguientes municipios: 
| Noroeste: Fuente de Oro               | Norte: San Martín (Caño Nare) | Nordeste: San Martín (Caño Nare) |
| Oeste: San Juan de Arama              |                               | Este: Mapiripán                  |
| Suroeste: Vista Hermosa (Caño Rayado) | Sur: Puerto Rico              | Sureste: Mapiripán               |

Con una población al 2008, de 10 497 habitantes localizados en los 2.410 km² de área que tiene el territorio equivale a una densidad población de 4.36 hab/km². De estos en la zona urbana se encuentran 3.088, el resto (7.409) que representa el 67,6% en zona rural.

### Hidrografía
Puerto Lleras es bañado por el Río Ariari que nace en el Páramo de Sumapaz, en la Cordillera Oriental de Colombia, también cuenta con diferentes fuentes hídricas como lo son los más importantes el caño José María, el Lagunaso y Lago de Lomalinda, siendo esta última atracción ecoturística de municipio.

## Economía
La economía de Puerto Lleras se sustenta en el sector agropecuario, con manejo de ganadería doble propósito, caballar, ovinos e incursionan en reproducción de búfalos y caprinos, la piscicultura y porcinos en menor escala. En productos agrícolas cultiva arroz secano mecanizado, maíz tecnificado y unas pocas áreas en maíz tradicional cacao, caña panelera, plátano, yuca, palma de aceite, maracuyá y ha iniciado con forestales sembrando Teca.

## Sector

### Bancario
El municipio de Puerto Lleras cuenta con una oficina del Banco Agrario incluyendo cajero automático y dos puntos de atención cercano (PAC) del Bancolombia y Banco de Bogotá.

## Festividades
- Festival de Verano, Río y Playa. Se realiza en enero.
- Festival del Turismo y la Cultura Llanera, Se realiza en junio.

## Servicios públicos
- Energía Eléctrica: Electrificadora del Meta (EMSA), es la empresa prestadora del servicio de energía eléctrica.
- Gas Natural: Llanogas, es la empresa distribuidora y comercializadora de gas natural en el municipio.